# Regali di Natale
Regali di Natale è un brano musicale interpretato da Antonello Venditti, che ne è anche l'autore insieme a Carlo Fadini, pubblicato dall'etichetta discografica Heinz Music l'8 novembre 2008 come quarto singolo tratto dall'album Dalla pelle al cuore.
Il brano venne presentato per la prima volta il 1º gennaio del 2009 a Rimini, durante la trasmissione L'anno che verrà su Rai Uno.
Di questa canzone è stato girato un video, che vede come protagonista il figlio di Venditti, Francesco Saverio, e due ragazze cioè Benedetta Valanzano e Giulia Elettra Gorietti.
Con questo nome Venditti ha fatto quattro spettacoli all'Auditorium Parco Della Musica a Roma il 25-27-29-31 dicembre 2010.